# انعكاس (فيزياء)

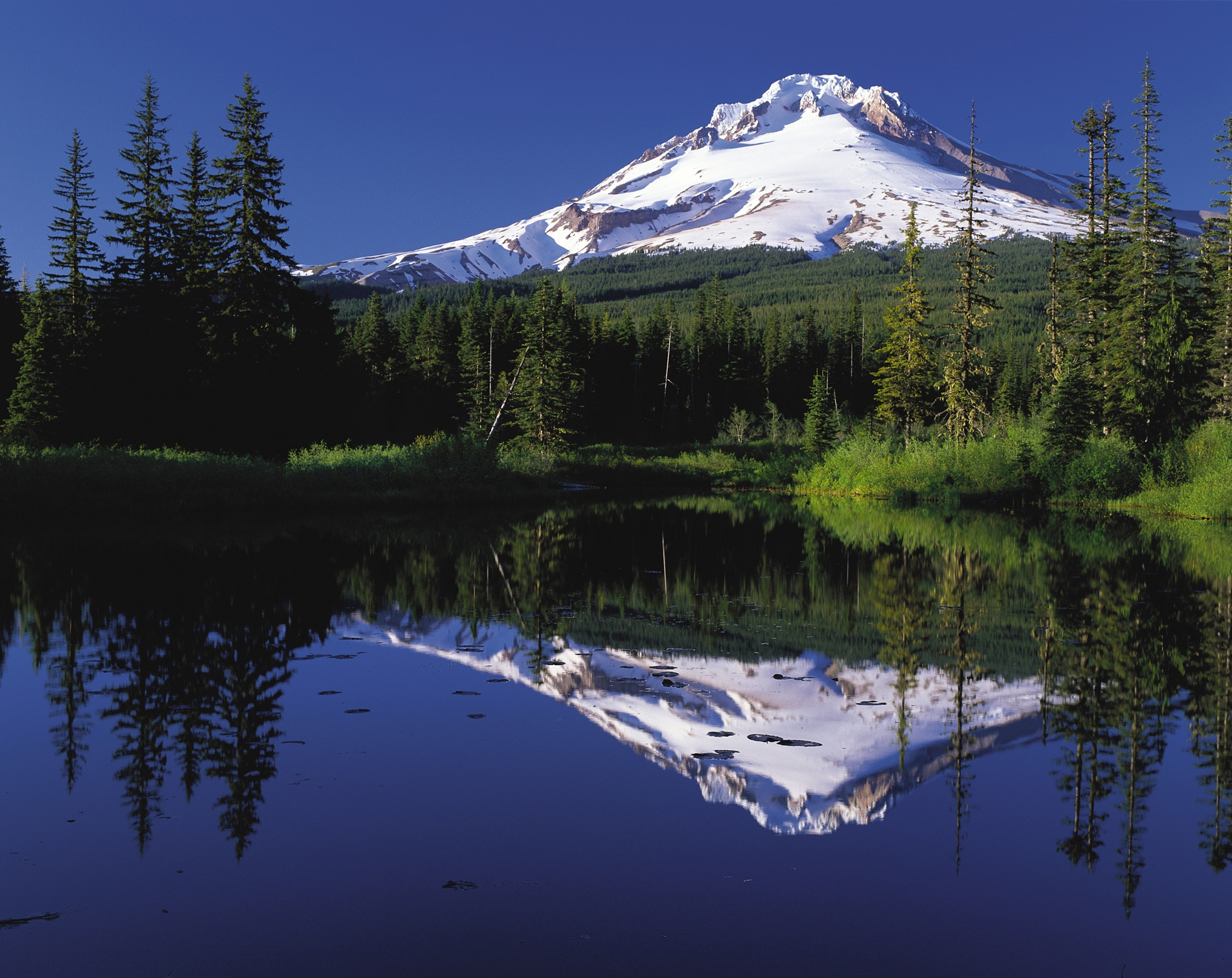
انعكاس جبل على صفحة الماء

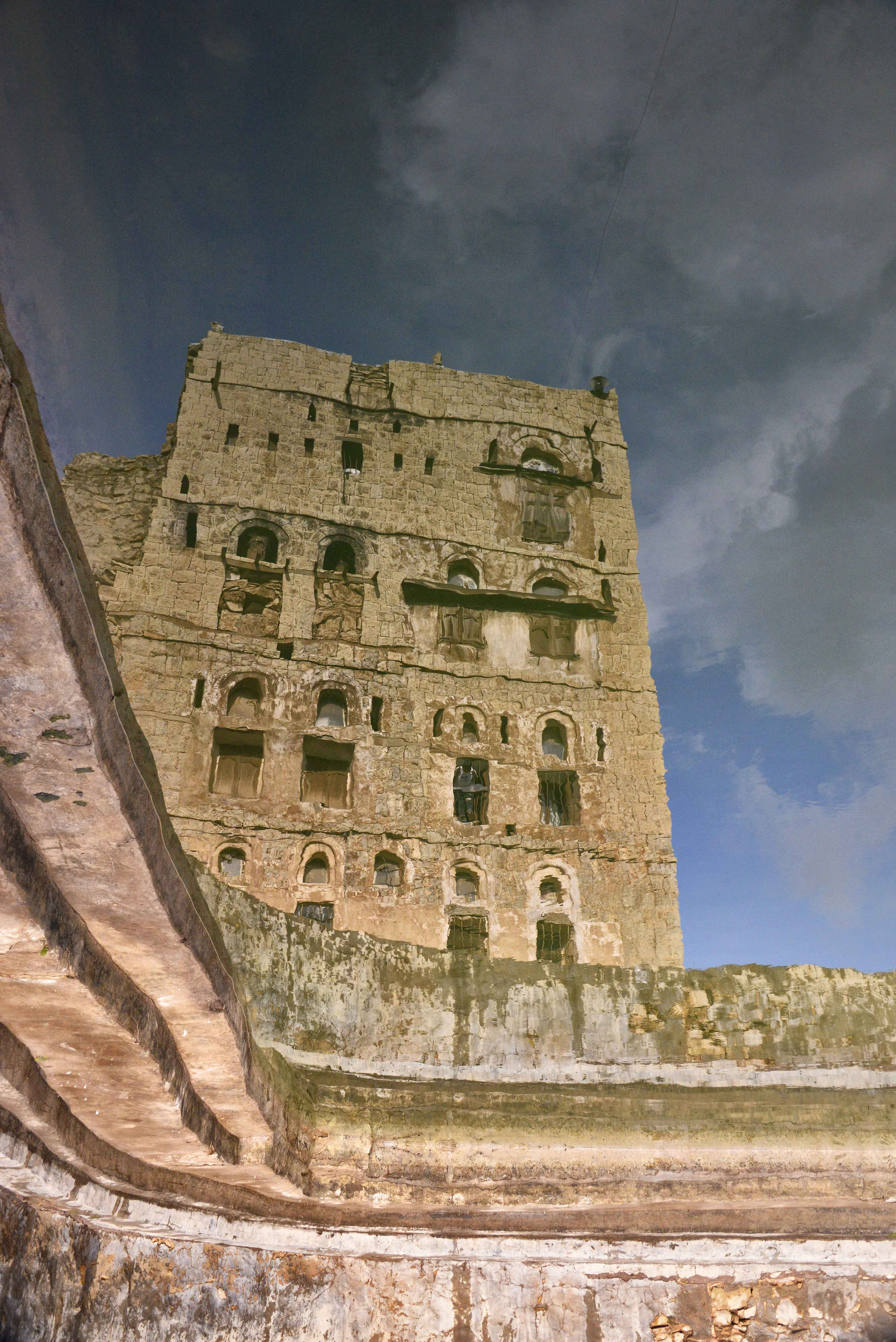
مبنى يمني تنعكس صورته في حوض ماء (الصورة مقلوبة)

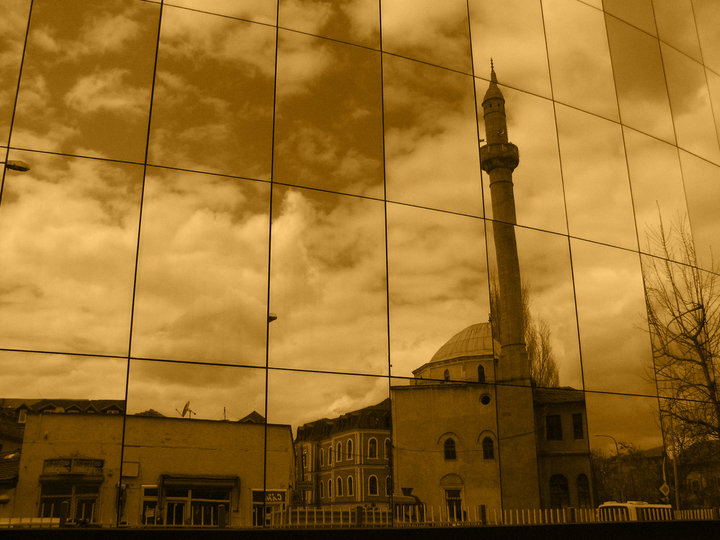
انعكاس جامع في زجاج مبنى في كوسوفا.

الانعكاس هو تغير في اتجّاه جبهة الموجة (صدر الموجة) عند سطح بيني يفصل بين وسطين بحيث يرتد صدر الموجة إلى الوسط الذي صدر منه.الأمثلة الشائعة لذلك تشمل انعكاس موجات الضوء والصوت والماء. وتقول قوانين الانعكاس في الانعكاس المنتظم أن الزاوية التي تسقط بها الموجة على السطح تساوي الزاوية التي تنعكس بها. وتبرز المرايا ذاك الانعكاس.
أما في الصوتيات، يسبب انعكاس الموجات الصوتيّة على الحوائط والحوائل صدى للصوت، ويستخدم ذلك في السونار. وفي الجيولوجيا، من المهم دراسة الانعكاس في الموجات الزلزالية. ويمكن أيضا رصد انعكاس الموجات السطحية في المسطحات المائية. كما يمكن رصد انعكاس أنواع عديدة من الموجات الكهرومغناطيسية، فضلا عن الضوء المرئي. كما أن انعكاس الترددات الجد عالية VHF والأعلى منها مهمة بالنسبة للإرسال اللاسلكى (الراديو) والرادار. وحتى الأشعة السينية شديدة النفاذ وأشعة غاما يمكن أن تنعكس بزوايا مسطحة باستخدام مرايا «سافة» مخصوصة.

## انعكاس الضوء
الانعكاس هو تغير اتجاه مقدمة موجة ضوئية ساقطة على سطح عاكس. وينص قانون الانعكاس على أن زاوية سقوط الشعاع على السطح العاكس تكون مساوية لزاوية الانعكاس. ويوضح الشكل تعريف تلك الزاويتين، حيث تقاس كل زاوية منهما بالنسبة إلى العمودي على السطح.
الشعاع الساقط على المرآة هو PO والشعاع المرتد (المنعكس) من المرآة هو OQ. ونظرا لتساوي زاوية السقوط وزاوية الانعكاس، فيمكن أن يكون أيضا الشعاع الساقط QO والشعاع المنعكس OP.
وينطبق هدا القانون أيضا على انعكاس الصوت.
ويتكون الضوء من موجات كهرومغناطيسية. كذلك ينطبق قانون الانعكاس أيضا على جميع أنواع الموجات الكهرومغناطيسية مثل الأشعة تحت الحمراء والأشعة فوق البنفسجية والأشعة السينية وأشعة غاما.
ويهتم الخبراء أيضا بانعكاس ترددات العالية الكهرومغناطيسية (Very high frequency (VHF للبث الإذاعي وفي الرادار. حتى أن الأشعة السينية وأشعة غاما ذات الطاقة العالية تنعكس طبقا لهذا القانون، إلا أن انعكاسها يكون عند زاوية سقوط صغيرة وذلك بسبب قصر طول موجاتهما.

## انعكاس الصوتيات
وينطبق قانون الانعكاس أيضا على انعكاس الصوت. ويستخدم انعكاس الصوت في تعيين أعماق البحار أو بعد الغواصات. وللانعكاس أهمية في الجيولوجيا حيث تنعكس موجات الصوت في باطن الأرض على طبقات بحسب كثافة الطبقات الأرضية وكذلك شكلها. كما يستخدم الانعكاس في تعيين مواقع وأعماق الزلازل.

انعكاس نبضة منفردة بين حائلين بينهما مسافة A

يعرف انعكاس الصوت بأنه ارتداد الموجات الصوتية نتيجة لاصطدامها بسطح عاكس تحت زاوية معينة طبقا لقانون الانعكاس المعروفة عن الضوء.
وعندما تكون زاوية السقوط عمودية على السطح العاكس، ترتد الموجة على نفسها (حيث تتساوى زاوية السقوط وزاوية الانعكاس) ويعرف ذلك ب صدى الصوت، وهو تكرار سماع الصوت الناشئ عن انعكاس الصوت الأصلي.
ويستوجب ذلك أن تكون الفترة الزمنية بينهما {\displaystyle ({\frac {1}{10}})s} على الأقل لكي تشعر الأذن البشرية بصدى الصوت.
وبما أن سرعة الصوت في الجو عند 20 درجة مئوية يبلغ 340 متر في الثانية فإته لكي تشعر الأذن بصدى الصوت يلزم أن يكون الحائل أو الحائط بعيدا عنا على الأقل 17 متر.

## استخدامات الانعكاس
لانعكاس صدى الصوت استخدامات كثيرة. ومن أهمها المقدرة على تحديد بُعد الأجسام والأعماق، وتحديد أماكن المياه الجوفية وأماكن النفط في باطن الأرض ويستخدم أيضا في الكشف عن نوع الجنين قبل ولادته عن طريق جهاز السونار وأيضا في الكشف عن عيوب الصناعة مثل سبائك الذهب.

### التنقيب عن النفط

بئر البترول (أحمر)

تعطينا المسوحات الزلزالية التي يقوم بها الجيولوجيون صوراً للطبقات الصخرية لعدة كيلو مترات تحت الأرض. ويحلل العلماء الجيولوجيون هذه الصور للعثور على مناطق قد تحتوي على النفط أو الغاز ، حيث تتميز ممناطق تواجدها بأشكال خاصة.
فإذا بدت الصور معبرة عن احتمال وجود النفط، فإننا تستخدم معدات الحفر لحفر بئر في الموقع المرجح تواجد النفط فيه. وبالحفر نتأكد من تواجد النفط فـي الموقع تحت الأرض من عدمه.

### الرادار

تعيين بعد طائرة بالرادار. يرسل جهاز الرادار نبضة موجة كهرومغناطيسية ويقيس زمن عودتها [صدى] وبمعرفة سرعة الضوء يمكن حساب المسافة.

يستخدم الرادار لتحديد بعد الأجسام، وخاصة الطائرات. وقد استخدم الرادار من قبل (وهو موجات كهرومغناطيسية) في تحديد بعد القمر بدقة عن الأرض. ثم خلفه تحديد بعد القمر بطريقة أكثر دقة باستعمال أشعة الليزر - والليزر أيضا موجة كهرومغناطيسية - وذلك بقياس شعاع الليزر المنعكس عليه إلى الأرض.